# Joaquim Filipe Nery da Encarnação Delgado
Joaquim Filipe Nery da Encarnação Delgado (Elvas, 26 de Maio de 1835 — Lisboa, 3 de Agosto de 1908), conhecido como General Nery Delgado, filho do tenente-coronel José Miguel Delgado, foi um general de engenharia do Exército Português e um dos pioneiros da geologia em Portugal.

## Biografia
Frequentou o Colégio Militar entre 1843 e 1850.

## Toponímia
- Agualva-Cacém - Rua General Joaquim Filipe Nery Delgado
- Lisboa - Rua Nery Delgado. Em 1933 a Câmara Municipal de Lisboa homenageou o geólogo dando o seu nome a uma rua na Penha de França.[1]
- Olho Marinho, na base do Planalto das Cesaredas, Concelho de Óbidos